# Drosophila pseudomayri
Drosophila pseudomayri är en tvåvingeart som beskrevs av Baimai 1970. Drosophila pseudomayri ingår i släktet Drosophila och familjen daggflugor.
Artens utbredningsområde är Nya Guinea.